# Horwendill
Horwendill (... – ...) fu un leggendario capo dei Juti, prototipo del Re Amleto di William Shakespeare, padre del principe Amleto protagonista dell'omonima opera. 
Appare nel Chronicon Lethrense e nel Gesta Danorum di Saxo Grammaticus.

## Chronicon Lethrense
Il Chronicon Lethrense (e l'incluso Annales Lundenses) dice che il re danese Rorik Slengeborre pose Horwendill (che chiama Orwendel) e Feng come reggenti del Jutland, dando la figlia a Horwendill come ricompensa per il suo ottimo servizio. Horwendill e la moglie ebbero un figlio di nome Amblothe (Amleto). Il geloso Feng uccise Horwendill prendendone la moglie.

## Gesta Danorum
Saxo Grammaticus ha una visione leggermente diversa della storia. Saxo dice che Horvendill e Feng erano i figli del re dello Jutland Gervendill, e gli successero nel ruolo. Al ritorno da una spedizione vichinga in cui aveva ucciso Koll, re di Norvegia, Horvendill sposò Gerutha, figlia del re danese Rørik Slyngebond, che gli diede un figlio di nome Amleto. Ma Feng, pazzo di gelosia, uccise Horvendill convincendo Gerutha a sposarlo, dicendole che il marito la odiava.

## Nella letteratura
Horwendill è l'eroe del romanzo storico di James Branch Cabell intitolato Hamlet Had an Uncle. Il suo nome indica probabilmente che appartiene agli Horvendile descritti da Cabell nel The Biography of Manuel.